# Daryll Neita
Daryll Neita (* 29. August 1996 in London) ist eine britische Sprinterin, die sich auf den 100-Meter-Lauf spezialisiert hat. Ihre größten Erfolge feierte sie mit der britischen 4-mal-100-Meter-Staffel und gewann mit dieser Medaillen bei den Olympischen Spielen sowie Welt- und Europameisterschaften.

## Sportliche Laufbahn
Erste internationale Erfahrungen sammelte Daryll Neita im Jahr 2015, als sie bei den Junioreneuropameisterschaften in Eskilstuna in 11,69 s den vierten Platz über 100 Meter belegte. Im Jahr darauf erhielt sie einen Startplatz in der britischen 4-mal-100-Meter-Staffel für die Europameisterschaften in Amsterdam und gewann dort in 42,45 s gemeinsam mit Asha Philip, Dina Asher-Smith und Bianca Williams die Silbermedaille hinter dem Team aus den Niederlanden. Anschließend startete sie über 100 Meter bei den Olympischen Spielen in Rio de Janeiro und schied dort mit 11,41 s in der ersten Runde aus, gewann aber im Staffelbewerb mit neuem britischen Landesrekord von 41,77 s gemeinsam mit Asha Philip, Desirèe Henry und Dina Asher-Smith die Bronzemedaille hinter den Teams den Vereinigten Staaten und Jamaika. 2017 erreichte sie dann bei den Heimweltmeisterschaften in London das Halbfinale über 100 Meter und schied dort mit 11,16 s aus und mit der Staffel sicherte sie sich in 42,12 s gemeinsam mit Asha Philip, Desirèe Henry und Dina Asher-Smith die Silbermedaille hinter den Vereinigten Staaten. Im Jahr darauf schied sie auch bei den Europameisterschaften in Berlin mit 11,27 s im Halbfinale über 100 Meter aus und trug durch den Einsatz im Vorlauf zum Gewinn der Goldmedaille in der Staffel bei.
Bei den IAAF World Relays 2019 in Yokohama gelangte sie mit der 4-mal-100-Meter-Staffel nicht ins Ziel und Ende September schied sie dann bei den Weltmeisterschaften in Doha mit 11,18 s erneut im Halbfinale aus und gewann im Staffelbewerb in 41,85 s gemeinsam mit Asha Philip, Dina Asher-Smith und Ashleigh Nelson die Silbermedaille hinter Jamaika. 2021 steigerte sie sich über 100 Meter auf 11,04 s und erfüllte damit die Qualifikationsnorm für die Olympischen Sommerspiele in Tokio und wurde durch einen dritten Platz bei den Britischen Meisterschaften auch berücksichtigt. Kurz vor den Spielen wurde sie bei den Bislett-Games in Oslo in 11,06 s Zweite über 100 Meter und erreichte dann bei den Spielen das Finale, in dem sie in 11,12 s den achten Platz belegte. Im Staffelwettbewerb über 4-mal 100 Meter gewann sie zusammen mit Asha Philip, Dina Asher-Smith und Imani Lansiquot die Bronzemedaille in 41,88 s hinter den Staffeln aus Jamaika und den Vereinigten Staaten. Anschließend siegte sie in 11,04 s über 100 Meter beim ISTAF Berlin. Im Jahr darauf gelangte sie bei den Hallenweltmeisterschaften in Belgrad bis ins Halbfinale und schied dort mit 7,15 s aus. Im Mai wurde sie beim British Grand Prix in 11,14 s Dritte und im Juni siegte sie in 11,10 s bei den Paavo Nurmi Games und wurde dann beim Meeting de Paris in 10,99 s Zweite. Bei den Weltmeisterschaften in Eugene schied sie mit 10,97 s im Halbfinale aus und mit der Staffel belegte sie in 42,75 s im Finale den sechsten Platz. Anschließend gewann sie bei den Commonwealth Games in Birmingham in 11,07 s die Bronzemedaille über 100 Meter hinter der Jamaikanerin Elaine Thompson-Herah und Julien Alfred aus St. Lucia und sicherte sich im Staffelbewerb in 42,41 s gemeinsam mit Asha Philip, Imani Lansiquot und Bianca Williams die Silbermedaille hinter dem nigerianischen Team. Daraufhin gewann sie bei den Europameisterschaften in München in 11,00 s die Bronzemedaille hinter der Deutschen Gina Lückenkemper und Mujinga Kambundji aus der Schweiz und siegte anschließend in 11,00 s beim ISTAF Berlin.
2023 steigerte sie sich über 60 Meter auf 7,05 s und gewann im März bei den Halleneuropameisterschaften in Istanbul in 7,12 s die Bronzemedaille hinter der Schweizerin Mujinga Kambundji und Ewa Swoboda aus Polen. Anfang Juni siegte sie in 11,05 s über 100 Meter bei den FBK Games sowie in 22,23 s über 200 Meter beim Memoriał Ireny Szewińskiej. Anschließend siegte sie in 22,50 s bei der Bauhaus-Galan und schied im August bei den Weltmeisterschaften in Budapest mit 11,03 s im Halbfinale über 100 Meter aus. Im Jahr darauf siegte sie Ende April in 22,62 s über 200 Meter bei der Diamond League Shanghai sowie in 10,98 s über 100 Meter bei der Doha Diamond League. Anschließend wurde sie bei den Bislett Games in 22,50 s Dritte über 200 Meter, ehe sie bei den Europameisterschaften in Rom in 22,50 s die Silbermedaille hinter der Schweizerin Mujinga Kambundji gewann. Zudem siegte sie mit der britischen Staffel in 41,91 s gemeinsam mit Dina Asher-Smith, Desirèe Henry und Amy Hunt. Im August belegte sie bei den Olympischen Sommerspielen in Paris in 10,96 s im Finale den vierten Platz über 100 Meter und gelangte über 200 Meter mit 22,23 s im Finale auf Rang fünf. Zudem gewann sie mit der Staffel in 41,85 s gemeinsam mit Imani Lansiquot, Dina Asher-Smith und Amy Hunt die Silbermedaille hinter dem US-amerikanischen Team. Bei der Golden Gala wurde sie in 22,46 s Dritte über 200 Meter und beim Memorial Van Damme wurde er in 22,45 s Zweite über 200 Meter.
In den Jahren 2022 und 2023 wurde Neita britische Meisterin im 200-Meter-Lauf sowie 2022 und 2024 auch über 100 Meter. Zudem wurde sie 2023 Hallenmeisterin im 60-Meter-Lauf.

## Persönliche Bestzeiten
- 100 Meter: 10,90 s (+1,1 m/s), 3. August 2022 in Birmingham
  - 60 Meter (Halle): 7,05 s, 10. Februar 2023 in Berlin
- 200 Meter: 22,23 s (+0,8 m/s), 6. Juni 2023 in Bydgoszcz